# Funcom
Funcom est une société norvégienne de développement et d'édition de jeux vidéo, créée en 1993 et basée à Oslo. Le studio de développement principal est en Norvège à Oslo et comporte un studio aux États-Unis en Caroline du Nord, un autre en Suède, un autre au Portugal, et enfin un dernier en Roumanie ouvert en 2021.
Deux studios ont fermé : en Chine à Pékin, et au Canada à Montréal.
Avant de fermer, Funcom Montréal était devenu un des studios principaux de la société. En septembre 2011, le studio canadien comptait environ 205 employés (sur un total d'environ 350 employés travaillant à Funcom), il était principalement chargé du développement de The Secret World.
En 2023, Funcom compte environ 500 employés, dans cinq studios à travers le monde.

## Jeux développés
- Daze Before Christmas (1994)
- Nightmare Circus (1995)
- Fatal Fury Special (1995, portage sur Mega-CD)
- Speed Freaks (1999)
- The Longest Journey (2000)
- Anarchy Online (2001) PC
- Dreamfall (2006) (PC, Xbox)
- Age of Conan: Hyborian Adventures (2008) PC
- Pets vs Monsters (2010) Facebook
- Chess Attack (2010) Facebook
- The Secret World (2012) PC
- The Park (2015) PC, PS4, Xbox One
- Conan Exiles (2017) PC, PS4, Xbox One
- The Secret World Legends (2017) PC
- Mutant Year Zero (2018) PC, PS4, Xbox One
- Dune: Spice Wars (2023) PC, PS5, Xbox Series
- Dune: Awakening (2025) PC, PS5, Xbox Series